# فوريندال
فوريندال Voerendaal  بلدية بمقاطعة ليمبورخ، هولندا.

## طوبوغرافيا
خريطة طوبوغرافية هولندية لبلدية فوريندال، ديسمبر 2015، (تقرأ بعد ثلاث نقرات على الخريطة)

## معرض صور

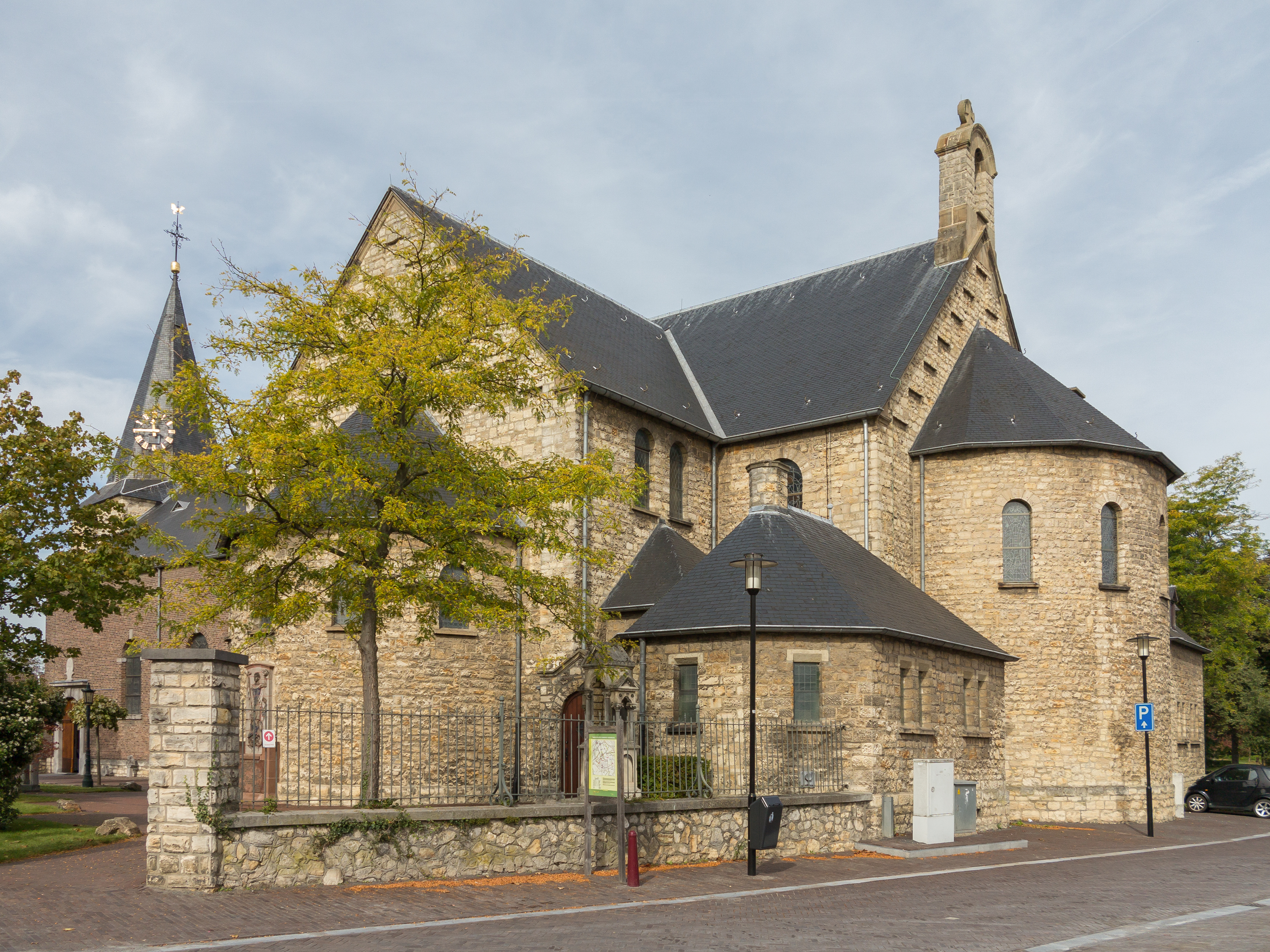
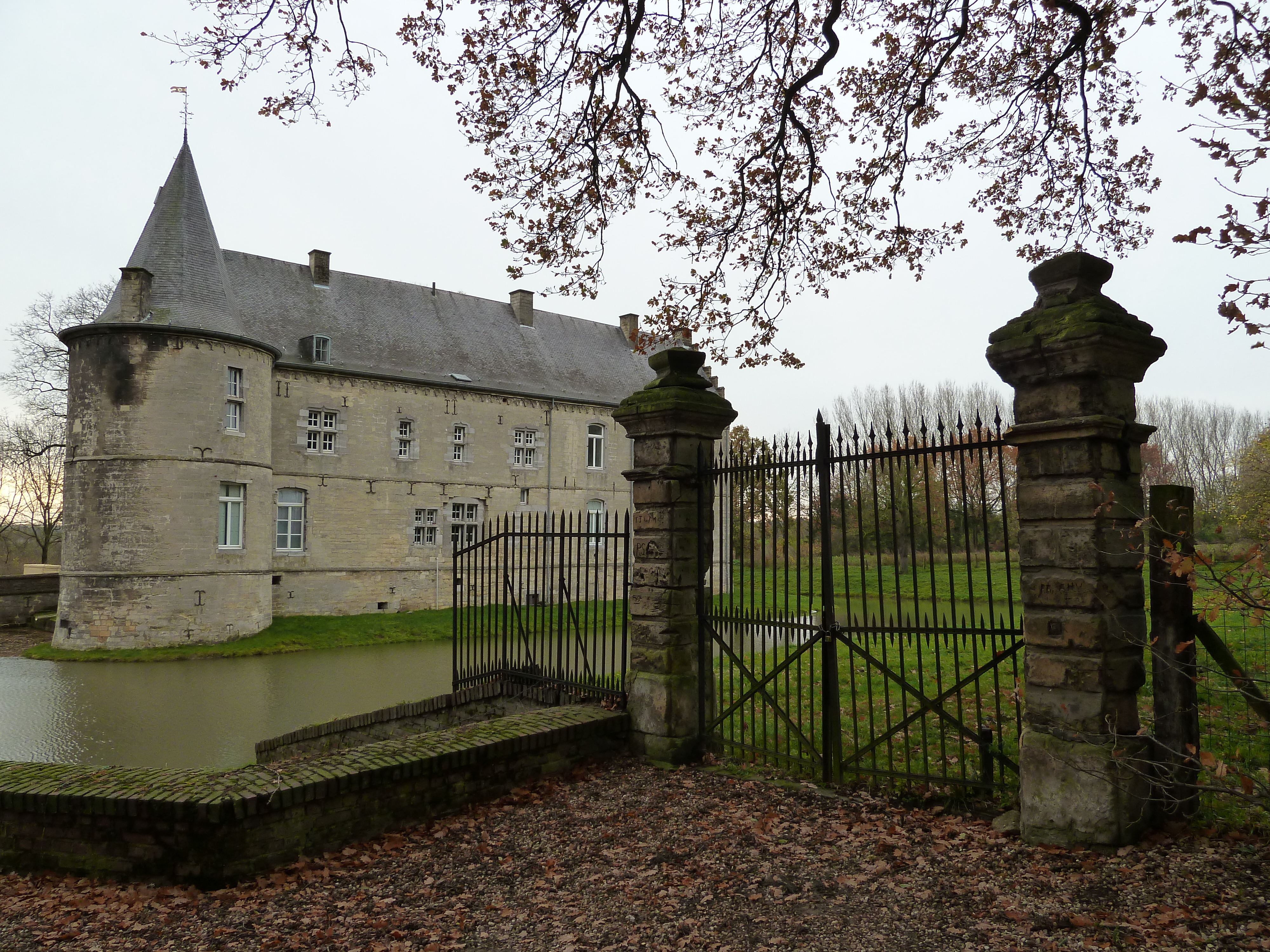
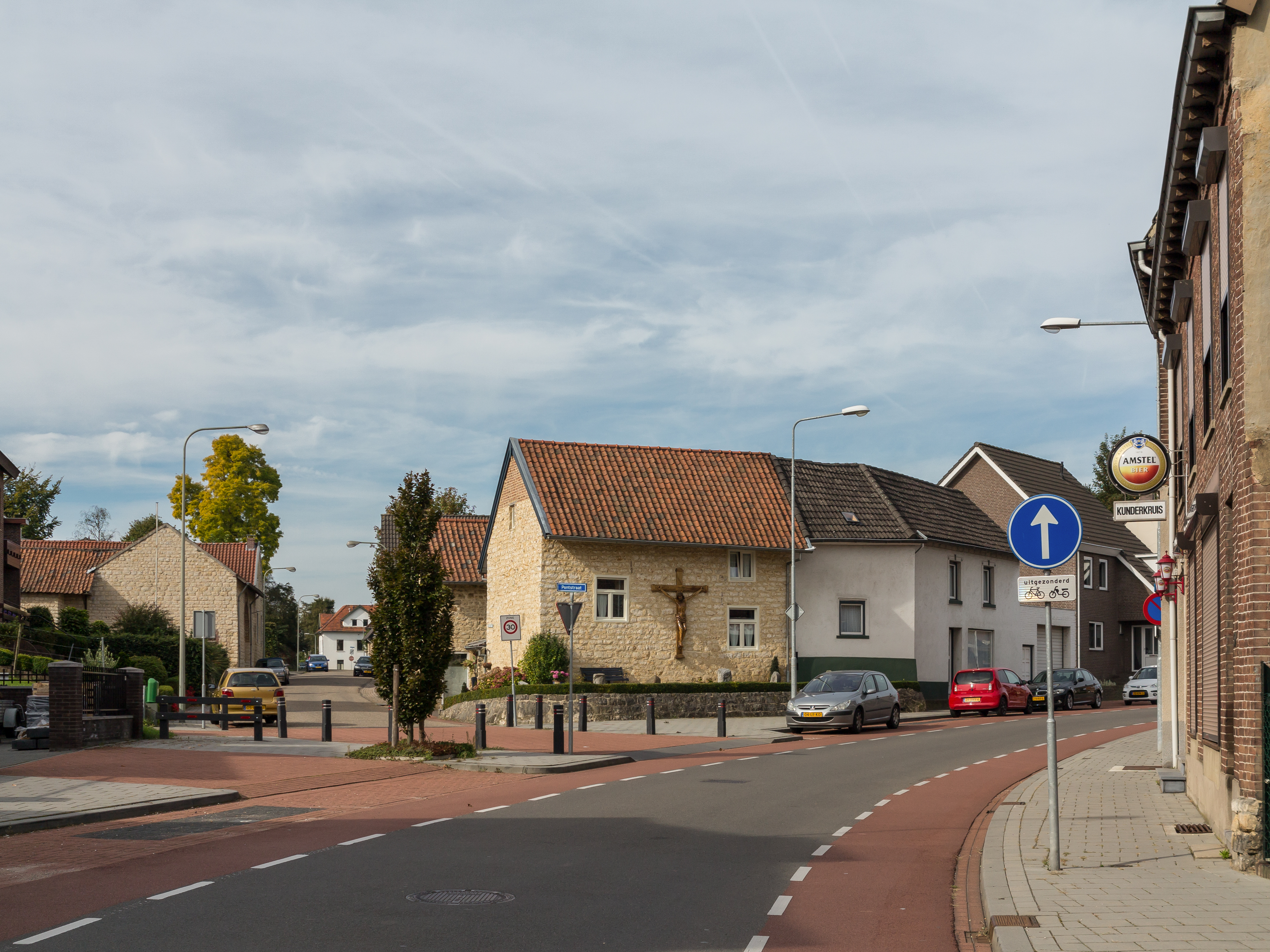
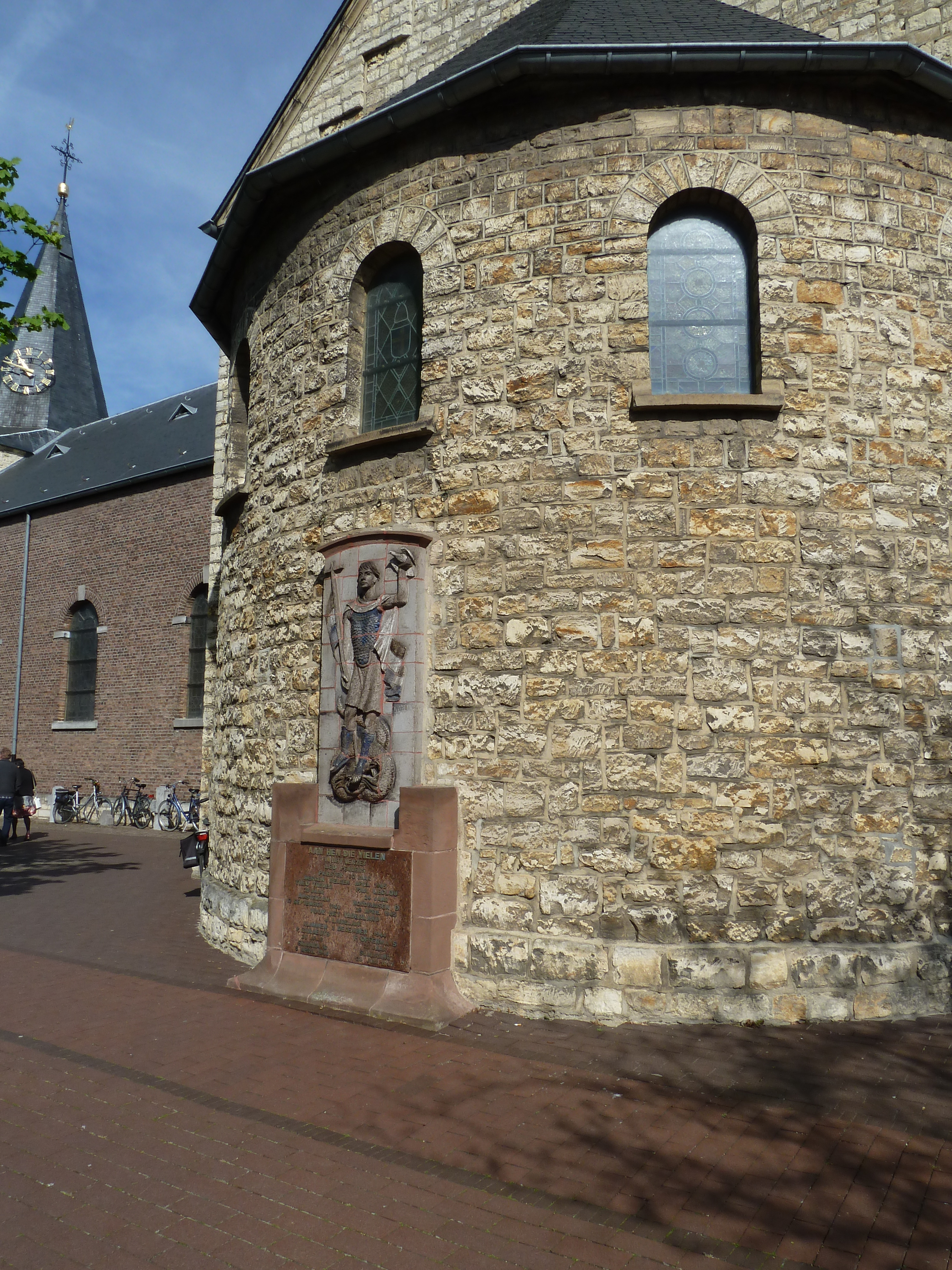
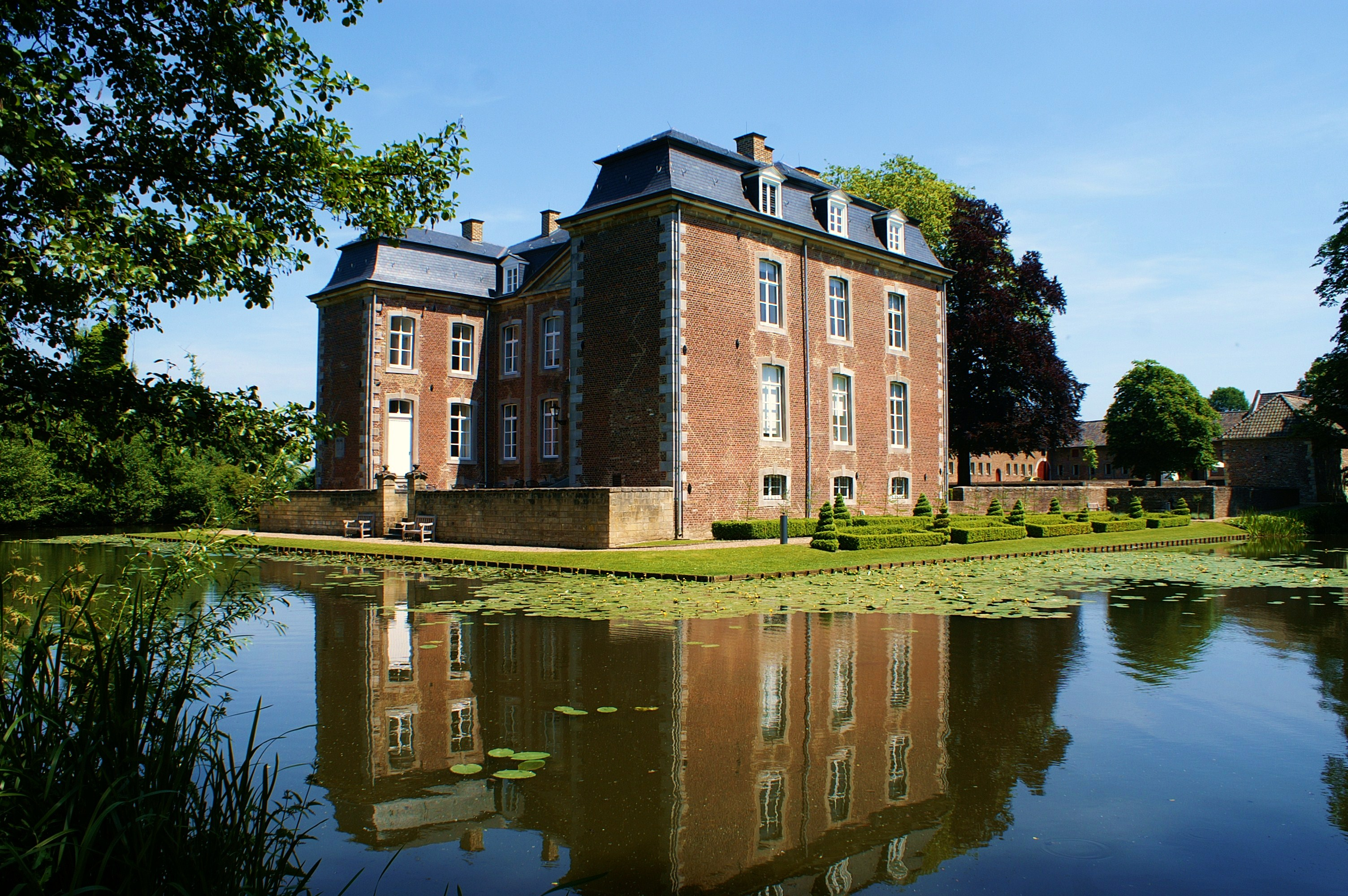